# Вельовесь (Любуське воєводство)
Вельовесь (пол. Wielowieś) — село в Польщі, у гміні Суленцин Суленцинського повіту Любуського воєводства.
Населення — 265 осіб (2011).
У 1975-1998 роках село належало до Гожовського воєводства.

## Демографія
Демографічна структура станом на 31 березня 2011 року:
|          | Загалом | Допрацездатний вік | Працездатний вік | Постпрацездатний вік |
| -------- | ------- | ------------------ | ---------------- | -------------------- |
| Чоловіки | 140     | 30                 | 97               | 13                   |
| Жінки    | 125     | 24                 | 75               | 26                   |
| Разом    | 265     | 54                 | 172              | 39                   |